# Steinar Kvale
Steinar Kvale (5. februar 1938 – 12. marts 2008) var en norsk professor i pædagogisk psykologi, leder af Center for Kvalitativ Metodeudvikling ved Psykologisk Institut på Aarhus Universitet.
Har forfattet flere bøger om kvalitativ forskning, og anses for en autoritet inden for det kvalitative forskningsinterview.
Han er meget kendt for at være forfatter til bogen InterView (ISBN 978-87-412-5198-1).